# 2. deild islandzka w piłce nożnej (1990)
Sezon 1990 był 36. sezonem drugiego poziomu ligowego piłki nożnej na Islandii. Pierwsze miejsce zajął zespół Víðir Garður, zdobywając czterdzieści jeden punktów w osiemnastu meczach. Po sezonie awansowały zespoły Víðir Garður i Breiðablik, spadły natomiast Leiftur oraz KS.

## Drużyny
Po sezonie 1989 z ligi awansowały zespoły Stjarnan i ÍB Vestmannaeyja, spadły zaś Völsungur Húsavík oraz Einherji. Ich miejsce zajęły spadające z 1. deild Fylkir i Keflavík oraz awansujące z 3. deild KS i Grindavík.
| Uczestnicy poprzedniej edycji                                                                                 | Uczestnicy poprzedniej edycji | Uczestnicy poprzedniej edycji | Uczestnicy poprzedniej edycji |
| --- | ----------------------------- | ----------------------------- | ----------------------------- |
| VGA | Víðir Garður                  | 3                             |                               |
| SEL | Selfoss                       | 4                             |                               |
| BRE | Breiðablik                    | 5                             |                               |
| TIN | Tindastóll                    | 6                             |                               |
| LEI | Leiftur                       | 7                             |                               |
| ÍRE | ÍR                            | 8                             |                               |
| Spadek z 1. deild                                                                                             |                               |                               |                               |
| FYL | Fylkir                        | 9                             |                               |
| ÍBK | Keflavík                      | 10                            |                               |
| Awans z 3. deild                                                                                              |                               |                               |                               |
| KS | KS                            | 1                             |                               |
| GRI | Grindavík                     | 2                             |                               |
| Oznaczenia: - kolumna pierwsza – skróty nazw drużyn, - kolumna trzecia – miejsce zajęte w poprzednim sezonie. |                               |                               |                               |

## Tabela
| Lp. | Drużyna          | M  | Z  | R | P  | Bramki | Bramki | Różn. | Pkt | Uwagi              |
| --- | ---------------- | -- | -- | - | -- | ------ | ------ | ----- | --- | ------------------ |
| 1   | Víðir Garður (A) | 18 | 12 | 5 | 1  | 40     | 20     | +20   | 41  | Awans do 1. deild  |
| 2   | Breiðablik (A)   | 18 | 9  | 5 | 4  | 25     | 15     | +10   | 32  | Awans do 1. deild  |
| 3   | Fylkir           | 18 | 9  | 3 | 6  | 34     | 21     | +13   | 30  |                    |
| 4   | ÍR               | 18 | 8  | 2 | 8  | 23     | 24     | −1    | 26  |                    |
| 5   | Keflavík         | 18 | 7  | 4 | 7  | 19     | 21     | −2    | 25  |                    |
| 6   | Selfoss          | 18 | 7  | 3 | 8  | 34     | 33     | +1    | 24  |                    |
| 7   | Tindastóll       | 18 | 5  | 5 | 8  | 20     | 28     | −8    | 20  |                    |
| 8   | Grindavík        | 18 | 6  | 2 | 10 | 20     | 31     | −11   | 20  |                    |
| 9   | Leiftur (S)      | 18 | 5  | 4 | 9  | 19     | 28     | −9    | 19  | Spadek do 3. deild |
| 10  | KS (S)           | 18 | 5  | 1 | 12 | 21     | 34     | −13   | 16  | Spadek do 3. deild |

## Wyniki
| Gospodarz \ Gość | BRE | FYL | GRI | ÍBK | LEI | SEL | KS  | TIN | VGA | ÍRE |
| Breiðablik       |     | 0:0 | 2:1 | 0:1 | 3:1 | 3:1 | 1:0 | 1:1 | 0:0 | 0:0 |
| Fylkir           | 1:2 |     | 6:0 | 0:2 | 3:0 | 5:2 | 6:1 | 1:2 | 1:4 | 0:1 |
| Grindavík        | 1:0 | 2:0 |     | 1:2 | 0:2 | 2:1 | 2:1 | 1:1 | 2:3 | 0:1 |
| Keflavík         | 0:1 | 1:2 | 2:1 |     | 1:3 | 0:0 | 1:0 | 3:2 | 0:2 | 1:2 |
| Leiftur          | 1:0 | 1:3 | 1:2 | 0:0 |     | 1:1 | 4:1 | 1:0 | 0:0 | 0:1 |
| Selfoss          | 3:2 | 1:2 | 1:0 | 1:2 | 3:2 |     | 5:1 | 1:1 | 3:4 | 1:0 |
| KS               | 1:2 | 0:1 | 3:2 | 2:0 | 1:1 | 3:1 |     | 2:0 | 1:2 | 2:1 |
| Tindastóll       | 0:1 | 1:1 | 1:1 | 1:0 | 2:0 | 0:5 | 2:1 |     | 1:2 | 3:1 |
| Víðir Garður     | 2:2 | 0:0 | 4:1 | 3:3 | 5:0 | 0:3 | 1:0 | 3:1 |     | 2:0 |
| ÍR               | 1:5 | 1:2 | 0:1 | 0:0 | 2:1 | 5:1 | 2:1 | 3:1 | 2:3 |     |

Źródło:  (ang.)
Objaśnienia:
1Drużyna gospodarzy jest wymieniona po lewej stronie tabeli.
Kolory: zielony – zwycięstwo gospodarzy, żółty – remis, różowy – zwycięstwo gości.

## Najlepsi strzelcy
| Bramki | Strzelcy                | Drużyna      |
| ------ | ----------------------- | ------------ |
| 14     | Grétar Einarsson        | Víðir Garður |
| 12     | Kristinn Tómasson       | Fylkir       |
| 12     | Salih Heimir Porca      | Selfoss      |
| 9      | Þorlákur Árnason        | Leiftur      |
| 9      | Guðbrandur Guðbrandsson | Tindastóll   |
| 9      | Grétar Steindórsson     | Breiðablik   |
| 8      | Hafþór Kolbeinsson      | KS           |
| 8      | Izudin Daði Dervić      | Selfoss      |
| 7      | Gestur Gylfason         | Keflavík     |
| 7      | Tryggvi Gunnarsson      | ÍR           |
| 7      | Steinar Ingimundarson   | Víðir Garður |